# Port lotniczy West End
Port lotniczy West End (ICAO: MYGW, IATA: WTD) – prywatny port lotniczy położony w miejscowości West End, na wyspie Wielka Bahama, na Bahamach.